# Paolo Parentela
Paolo Parentela (Catanzaro, 1er octobre 1983) est un homme politique italien.

## Biographie
En 2013, il est élu député de la circonscription Calabre pour le Mouvement 5 étoiles.